# Mirebalais
Mirebalais (em crioulo, Mibalè), é uma comuna do Haiti, situada no departamento do Centro e no arrondissement de Mirebalais. De acordo com o censo de 2003, sua população total é de 81.325 habitantes.